# Eliasz (imię)
Eliasz – imię męskie pochodzenia biblijnego. Wywodzi się od hebrajskiego Eliyahu, oznaczającego „Moim Bogiem jest Jahwe”. Nosił je biblijny prorok Eliasz oraz liczni święci katoliccy.
Eliasz imieniny obchodzi: 16 lutego, 17 kwietnia, 5 lipca, 20 lipca, 20 sierpnia i 19 września.

## Eliasz w innych językach
- słow. – Iľja
- ros. – Илья
- ukr. – Ілля, Ілько[2]
- błg. – Илия
- ang. – Elijah

## Znane osoby noszące imię Eliasz
- Eliasz Kuziemski – polski aktor grający m.in. w Stawce większej niż życie
- Elijah Wood – amerykański aktor
- Ignacy Eliasz III – syryjsko-prawosławny patriarcha Antiochii
- Eliasz Bonbarone – generał franciszkanów w latach 1232-1239
- Elias Canetti – pisarz
- Ilja Erenburg
- Elías Figueroa – piłkarz
- Ilja Iljin – kazachski sztangista
- Elias Klinggräf – hanowerski dyplomata
- Elias Lönnrot – pisarz
- Illa Nyżnyk – szachista ukraiński
- Ilia Ostrogski  – starosta bracławski i winnicki
- Eliasz Pielgrzymowski – polski szlachcic i pisarz
- Eliasz Rajzman – poeta